# روب رييس
روب رييس (بالإنجليزية: Rob Reyes)‏ مواليد 16 مارس 1983 في ماريلند، هو لاعب كرة سلة أمريكي سابق. بدأ مسيرته الاحترافية في سنة 2008. اعتزل اللعب في 2016.

## المسيرة الاحترافية
لعب مع تي إن تي كاتروبا في موسم 2008–2009، ثم لعب مع باوريد تايغرز في موسم 2010–2011، ثم لعب مع سان ميغيل بيرمن في موسم 2011–2012، ثم لعب مع تي إن تي كاتروبا من سنة 2013 إلى 2015.